# تيودور إلمار بيارناسون
تيودور إلمار بيارناسون (Theódór Elmar Bjarnason) (4 مارس 1987 في ريكيافيك في آيسلندا – ) لاعب كرة قدم كان يلعب كلاعب وسط. يلعب مع منتخب آيسلندا لكرة القدم منذ عام 2007.

## وصلات خارجية
- تيودور إلمار بيارناسون على موقع الاتحاد الدولي (مؤرشف)  (الإنجليزية)
- تيودور إلمار بيارناسون على موقع الاتحاد الأوربي (الإنجليزية)
- تيودور إلمار بيارناسون على موقع اتحاد السويد (السويدية)
- تيودور إلمار بيارناسون على موقع اتحاد تركيا (لاعب) (الإنجليزية)
- تيودور إلمار بيارناسون على موقع قاعدة بيانات كرة القدم.إي يو (الإنجليزية)
- تيودور إلمار بيارناسون على موقع ناشيونال فوتبول تيمز (الإنجليزية)
- تيودور إلمار بيارناسون على موقع Soccerbase.com (لاعب) (الإنجليزية)
- تيودور إلمار بيارناسون على موقع Soccerway.com (الإنجليزية)
- تيودور إلمار بيارناسون على موقع عالم كرة القدم.نت (الإنجليزية)
- تيودور إلمار بيارناسون على موقع AS.com (الإسبانية)